# Rampage (mascota)
Rampage es la mascota oficial de Los Angeles Rams de la National Football League (NFL). Presentado en julio de 2010, es un carnero antropomórfico que viste una camiseta de los Rams como el resto del equipo. Lleva el número uno (#1).

## Fondo

### Nombramiento de Rampage
Su nombre fue seleccionado por fanáticos que votaron en un concurso de nombres de mascotas en línea; "Rampage" se anunció oficialmente como el nombre ganador en la entrada sur del zoológico de St. Louis el 26 de julio de 2010. Se enviaron más de 1.000 nombres para la mascota. Los nombres más votados fueron Rampage, Archie, Ramsey, Rammer y Rush, respectivamente. La persona que envió el nombre ganador ganó una suite en un partido de los Rams para él y quince amigos, una camiseta de los Rams y una tarjeta de regalo de doscientos dólares para la tienda en línea oficial de los Rams. El nombre ganador fue presentado por Chris Shaffer. La familia Shaffer estuvo presente en la inauguración de Rampage en el Zoológico de St. Louis.

### Razón fundamental

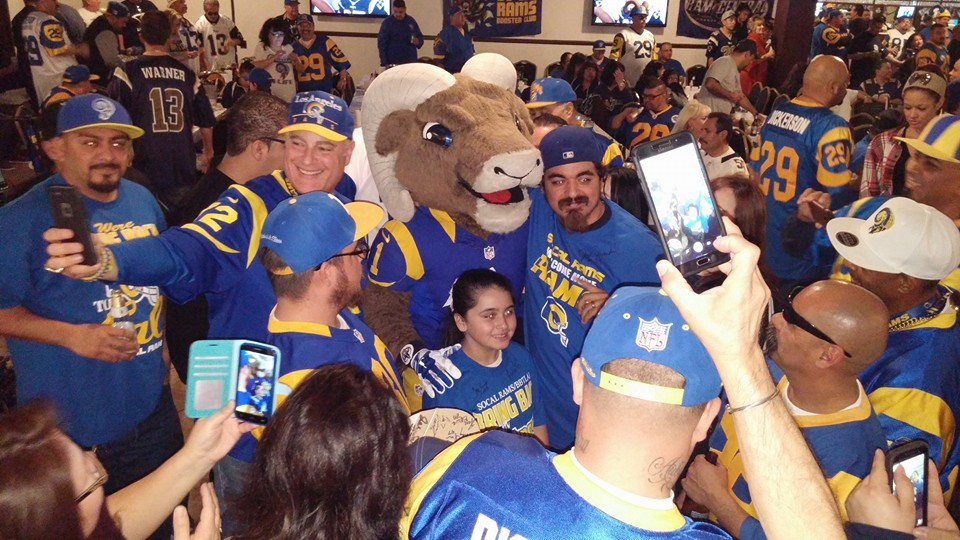
Rampage posando con fanáticos de los Rams poco después de que el equipo anunciara su traslado a Los Ángeles en 2016.

Según Kevin Demoff, actual vicepresidente ejecutivo de operaciones de fútbol americano de los Rams, Rampage "tiene el revestimiento de un animal de peluche, pero la constitución de un superhéroe". Los propietarios de los Rams dicen que Rampage hará alrededor de 300 apariciones al año, desde juegos hasta eventos de caridad y fiestas. Demoff dice: "La organización decidió agregar una mascota para crear entretenimiento el día del juego y hacer posible una mayor participación en la comunidad". El plan del equipo es que Rampage sea parte del proceso de renacimiento del equipo y ayudar a darle al equipo una identidad más distinguible.

### Biografía
Rampage mide algo más de 1'80 metros y pesa más o menos 90 kilos. A menudo se le puede encontrar vagando al margen de los partidos en casa en el SoFi Stadium. Aunque es un carnero, es conocido por su comportamiento amistoso y sus payasadas infantiles. Los fanáticos locales y contrarios tienden a encontrar a Rampage amigable y accesible. Cuando no está en los partidos, normalmente se le encuentra participando en varias iniciativas en Los Ángeles. Debido a su corta edad, no controla sus propios medios de comunicación. Sin embargo, prefiere estar cerca de otros en la comunidad. Su Twitter se puede encontrar (en inglés) en www.twitter.com/rampagenfl  y su Instagram se puede encontrar en www.instagram.com/rampagenfl .

## Mascotas anteriores
Desde que los Rams comenzaron como organización en 1937, han tenido como hogar a tres ciudades. Su club ha estado instalado en Cleveland, Los Ángeles, y St. Louis antes de regresar a Los Ángeles en 2016. En sus 73 años de existencia y sus tres ciudades de origen, solo han tenido una mascota antes de 2010. La mascota era una criatura peluda que se parecía más que nada a una rata, llamada Ramster, a mediados de la década de 1990. Los fanáticos, sin embargo, nunca tomaron realmente a Ramster y lo despidieron en 1996.

## Logros
- 1 vez campeón del Super Bowl (Super Bowl LVI)
- 6 veces mascota del Pro Bowl de la NFL
- 2 apariciones en el Super Bowl (Super Bowl LIII, Super Bowl LVI)
- 3 veces campeón de la División Oeste de la NFC
- 2 veces campeón de la NFC

El 22 de julio de 2010, Rampage hizo el primer lanzamiento ceremonial en el partido de béisbol de los St. Louis Cardinals en el Busch Stadium.
Rampage ha asistido al Pro Bowl tres veces en 2011, 2013 y 2015.  A pesar de asistir solo a tres, Rampage ha sido seleccionado para cinco Pro Bowls desde su debut.